# 张铭 (1942年)
张铭（1942年—），男，山西大同人，中华人民共和国政治人物，曾任中共晋中地委副书记，山西省人大常委会秘书长、副主任。